# Amorphophallus gigas
Amorphophallus gigas, известен и под името Суматра титаничен аморфофалус (Sumatra giant amorphophallus), е вид растение от род Змиярникови, ендимичен за Суматра. Принадлежи към т.нар. „трупни цветя“ заради силния мирис на труп, с който привлича насекоми за опрашване. Има първи по височина и втори по големина цветове с неразклонено съцветие в света след титаничния аморфофалус (Amorphophallus titanum) от същия род Аморфофалус.
Видът е описан за първи път от Johannes Elias Teijsmann и Simon Binnendijk. Няма подвидове.

## Описание
Amorphophallus gigas ила луковици, които достигат тегло до 70 кг. Това е растението с най-високите в света цветове с неразклонено съцветие, като достига до 4 м височина. Среща се изключително рядко, дори спрямо титаничния аморфофалус. Разпространено е диво в горите на Суматра.